# Science-fiction libertarienne
 (janvier 2014).

Torche de la Liberté.

La science-fiction libertarienne est un sous-genre de la science-fiction qui se concentre sur la politique et l'ordre social découlant du libertarianisme en insistant sur l'individualisme et l'idée d'un Etat minimal—et dans certains cas, pas d'Etat du tout.
Comme catégorie, la fiction libertarienne est inhabituelle car la grande majorité de ses auteurs s'identifient eux-mêmes comme étant auteurs de science-fiction. Ceci contraste avec les auteurs de beaucoup de critiques sociales qui sont pour la plupart des écrivains académiques ou généraux qui rejettent la classification dans un genre en particulier. L'identification entre le libertarianisme et la science-fiction est si forte que le Parti libertarien américain a souvent des représentants à des conventions de science-fiction.
Comme genre, il peut être vu comme apparaissant dans les années 1930 et 1940 quand les pulp magazines de science-fiction atteignirent leur apogée en même temps que le fascisme ainsi que le communisme. Alors que cet environnement donna naissance à des romans dystopiques tels que 1984 de George Orwell, dans les pulps cette influence donna le plus souvent lieu à des spéculations sur des sociétés (ou sous-cultures) apparaissant en directe opposition au totalitarisme.
Le roman d'Ayn Rand, La Grève (Atlas Shrugged), est une forte influence (peut-être la plus forte) avec une attitude anti-socialiste ainsi qu'une éthique individualiste qui retrouve un écho dans le genre. D'une plus grande relevance à la partie science-fiction du genre il y a Révolte sur la Lune de Robert A. Heinlein, qui est très respecté même par les auteurs de science-fiction non libertariens.
Un prix littéraire est décerné chaque année pour la science-fiction liberarienne, le Prix Prometheus. Certains lauréats se définissent comment libertariens (L. Neil Smith, Victor Koman, Brad Linaweaver) tandis que d'autres non (Terry Pratchett, Charles Stross).
Parmi les autres auteurs de science-fiction libertarienne, citons S. Andrew Swann, Michael Z. Williamson et John C. Wright.

## Exemples notables
- Ayn Rand, La Grève (Atlas Shrugged), 1957.
- Eric Frank Russell, The Great Explosion, 1962, basé sur une nouvelle écrite en 1951.
- Poul Anderson, No Truce with Kings, 1963.
- Robert A. Heinlein, Révolte sur la Lune (The Moon Is a Harsh Mistress), 1966.
- Jack Vance, Emphyrio, 1969.
- Ira Levin, Un bonheur insoutenable (This Perfect Day), 1970.
- Larry Niven et Jerry Pournelle, Lucifer's Hammer, 1977.
- F. Paul Wilson, Wheels Within Wheels, 1978.
- J. Neil Schulman, Alongside Night, 1979.
- L. Neil Smith, The Probability Broach, 1979.
- Vernor Vinge, La Captive du temps perdu (Marooned in Realtime), 1986.
- Terry Goodkind, L'Épée de vérité (The Sword of Truth), 1994-2015.
- Ken MacLeod, The Star Fraction, 1995.
- Victor Koman, Kings of the High Frontier, 1996.
- Neal Stephenson, Cryptonomicon, 1999.
- Kenneth W. Royce, Molon Labe!, 2004.
- Hector Allain (pseudonyme), À la découverte du fabuleux miracle français, 2014[1].